# Павло Ковчег
Павло Васильович Тихоплав (більш відомий як Павло Ковчег; нар. 26 жовтня 1987, Київ) — український радіоведучий, експерт з медійних технологій і комунікацій, підприємець, маркетолог, сценарист та режисер масових заходів.

## Життєпис
Народився 26 жовтня 1987 року в м. Київ, Україна. Після закінчення школи №119 міста Києва, навчався у Міжнародному інституті бізнесу.
Сферами медіа та підприємництва почав цікавитись у досить юному віці. Перший серйозний досвід отримав у 16 років, як другий режисер на знімальному майданчику пісенного конкурсу «Євробачення».
Ведучий українських радіостанцій Європа Плюс, Країна ФМ та Radio Ukraine. Як радіожурналіст брав інтерв’ю у багатьох відомих українців, як от Павло Зібров, Дмитро Коляденко, Ivan NAVI чи Дмитро Дубілет.
У 2015 році став засновником та автором радіо проєкту про бізнес та підприємництво «Експертна Думка»,, який у 2022 році переміг в номінації «Проєкт року» Ukrainian Business Award, а Павло відзначений як «Підприємець року».
Неодноразово брав участь у зйомках телевізійних передач. Учасник реаліті-шоу «Холостячка» на телеканалі «СТБ» (2020).
Ведучий YouTube-проєкту «Coral Tourist» туристичного оператора «Coral Travel Ukraine»
Засновник музичного проєкту «Князь».
Засновник та керівник івент-маркетингової агенції «K-Family».